# Toccata (Khatchatourian)
Pour les articles homonymes, voir Toccata (homonymie).
La Toccata en mi bémol mineur, op. 11, est une pièce pour piano d'Aram Khatchatourian composée en 1932, alors qu'il étudiait la composition au Conservatoire de Moscou avec Nikolaï Miaskovski.

## Histoire
Khatchatourian a écrit cette toccata comme le premier mouvement d'une suite en trois mouvements pour piano :
1. Toccata
2. Valse-Capriccio
3. Danse.

Il compose cette toccata en 1932 alors qu'il étudiait au Conservatoire de Moscou dans la classe de Nikolaï Miaskovski. Cependant la toccata est devenue si rapidement renommée qu'elle est considérée comme une pièce séparée, la suite d'où elle est issue restant peu connue.
L'œuvre a été créé par le pianiste Lev Oborine.
La partition est publiée chez Muzgiz en 1938. L'œuvre est pour le piano ce qu'est La Danse du sabre pour l'orchestre : immensément populaire.

## Structure
La toccata utilise des rythmes et des mélodies arméniennes ainsi que des techniques baroques et modernes.
Elle est structurée en trois parties, commençant Allegro marcatissimo en si bémol mineur (avec le do  phrygien). La partie centrale Andante espressivo en mi bémol mineur, très courte, et composée d'une mélodie orientalisante et sentimentale, mène à une reprise du motif initial. La coda est basée sur le motif de la partie centrale.
La pièce dure environ cinq minutes.

## Enregistrements
Cette toccata a été enregistrée par exemple par Benno Moiseiwitsch, Shura Cherkassky, Felicja Blumental, Ruth Laredo, Setrak et Roland Pöntinen. Le créateur, Lev Oborine, l'a enregistrée plusieurs fois, notamment chez Le Chant du monde et Mercury dans les années 1950.